# Anatole Leroy-Beaulieu

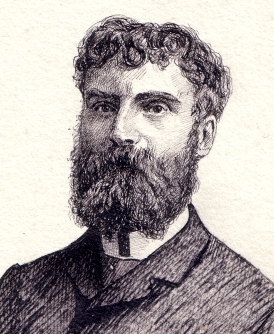
Anatole Leroy-Beaulieu.

Henri Jean Baptiste Anatole Leroy-Beaulieu, född 12 februari 1842 i Lisieux, död 15 juni 1912 i Paris, var en fransk historiker, normandisk adelsman, liberal katolik, professor vid École des sciences politiques i Paris. Han var son till Pierre Leroy-Beaulieu och bror till Paul Leroy-Beaulieu.
Leroy-Beaulieu hade tillbringat många år i Kejsardömet Ryssland och i tredje bandet av sitt huvudverk Tsarernas kejsardöme (1881-89) beskriver han med stark inlevelse de ryska judarnas situation i överbefolkade judekvarter och shtetls där flera barnrika familjer trängs i samma rum och bara tack vare sin ytterliga renlighet och sin religion lyckas överleva i missären. Under denna tid var ryska judar hänvisade att bo i det så kallade Judiska bosättningsområdet i Kejsardömet Ryssland. I Les juifs et l'anitsémitisme (1893) tog han upp kampen med den franska antisemitismen. Framför allt försökte han vrida det nationalisiska vapnet ur antisemiternas händer och vända det mot dem själva. Antisemitismen är en för franskt väsen främmande lära, skrev han. "Den kommer utifrån, från länder som saknar vår anda och våra traditioner."
Tyskarna som 1870 erövrade Alsace-Lorraine från Frankrike applicerar nu sina rasteorier på de franska judarna där och kallar dem "semiter". Tyskarna har alltid älskat att ge sitt hat en vetenskaplig fernissa. Men "semitisk" är en språkvetenskaplig term som betecknar en språkfamilj - att det skulle finnas en motsvarande biologisk ras är bara ett antagande. Att som tyskarna vilja grunda nationen på gemensam ras är lika efterblivet som när ryssarna vill grunda sin på gemensam tro. "Alla moderna nationer är blandrasiga. Vi är alla halvblod." Därför är kulturell gemenskap viktigare än biologisk. Låt oss helt enkelt erkänna, skriver Leroy-Beaulieu, att till läggning, förmåga och intellektuella vanor står en fransk jude, även om han kallas semit, oss långt närmare än en indisk brahmin, även om han kallas arier. 
Kanske skulle detta försök att vinna sympati för franska judar mot tysk antisemitism ha lyckats - om inte Dreyfusaffären hade gett antisemiterna möjlighet att peka ut en jude som tysk spion och i förlängningen alla judar som potentiella landsförrädare. 
Den 27 februari 1897 höll Leroy-Beaulieu ett föredrag om antisemitismen på katolska institutet i Paris. Högerextremisterna var där, antisemiterna satt på första bänk, visslande och buande. Leroy-Beaulieu hade själv bjudit in dem. Det var sina motståndare han ville nå. Han påpekade att Frankrike var det första land i Europa där judarna vann medborgerliga rättigheter. Frankrike betraktade sig fortfarande som jämlikhetens och medborgarrättens hemland på jorden. Men bilden var inte längre riktigt sann. Han menade där att antisemiterna kränkte hans stolthet. Ni tillmäter Juden en betydelse som inte står i någon som helst proportion vare sig till antalet judar i Frankrike eller till ders ställning i vårt samhälle. Vidare pekade han på en motsägelse i det antisemitiska budskapet: hur kunde Juden vara på en gång så mäktig och så medfött underlägsen? Var det inte en väl förenklad etnologi att framställa "ariern" som den ädle och upphöjde medan "semiten" alltid och överallt var lågsinnad och ond? Eftersom det fanns många katoliker bland åhörarna pekade han på att Jesus också var jude. Baserade sig katolicismen på en underlägsen "semit"? Men Leroy-Beaulieus mod och vältalighet kunde inte hejda den antisemitiska vågen.